# Yuan Shu
Yuan Shu (袁術/袁术; nombre chino: Gonglu 公路) (? – 199) fue un caudillo que sirvió durante la Dinastía Han tardía y la era de los Tres Reinos de China.

## Familia
- Hermanos:
  - Yuan Shao, menor medio hermano

- Primos:
  - Yuan Yi, primo mayor
  - Yuan Yin, primo más joven

- Esposa: Lady Feng (馮氏), hija de Feng Fang (馮方)

- Hijos:
  - Yuan Yao, hijo
  - Lady Yuan (袁夫人), hija, nombre personal desconocido, se convirtió en concubina de Sun Quan.

- Familiares:
  - Yuan Wei (袁隗), tío
  - Yang Biao (楊彪), hermano político
  - He Kui (何夔), primo lejano

- Datos: Q450370
- Multimedia: Yuan Shu / Q450370